# 모스크바 예술극장

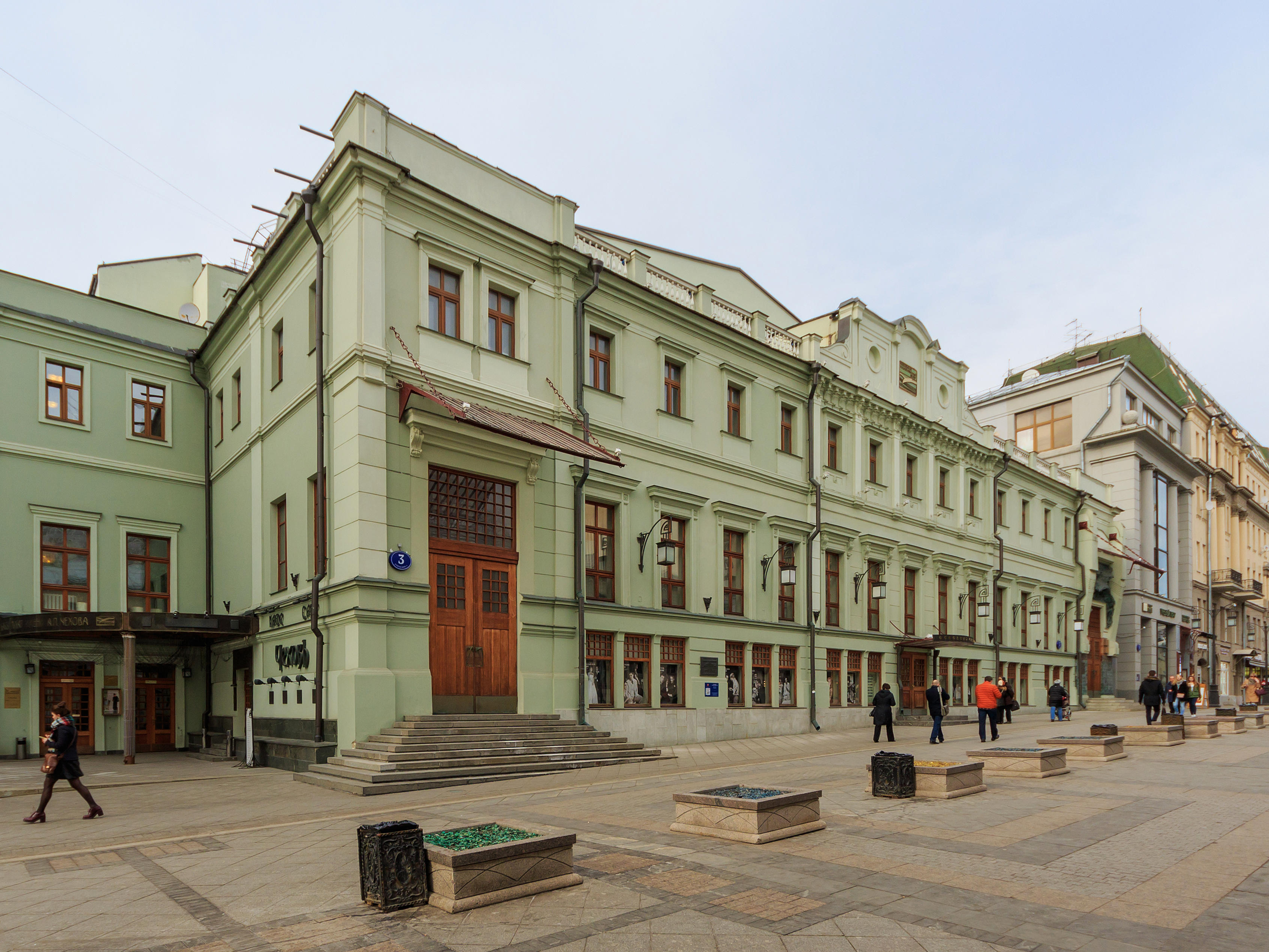
건물 정면

모스크바 예술극장(Moscow Art Theatre, 러시아어: Московский Художественный Академический Театр)은 1898년 콘스탄틴 스타니슬랍스키와 블라디미르 네미로비치단첸코에 의해 창립되었다.
그 탄생이 세계의 근대극 운동에 끼친 영향은 연극사상 그 유례를 볼 수 없는 것이었다. 예술극장이라면 우선 <세 자매>나 <밑바닥>의 무대가 생각나는 것처럼, 그것은 안톤 체호프와 막심 고리키에 의해 성장한 극단이었다. 그러나 오늘날 예술극장의 상연목록은 그러한 제정시대의 고전에만 국한된 것은 아니다. 러시아 연극사에 한 시기를 이룬 프세볼로트 이바노프의 <장갑열차>, 니콜라이 포고진의 <크레믈린의 큰 시계>를 비롯하여 수많은 현대극이 상연되고 있다. 이것은 무대의 진실을 지향하는 리얼리즘을 향한 이 극장의 전통을 말해주고 있다. 이 극장은 시가의 북쪽, 일반 주택지가 있는 그리 눈에 띄지 않는 곳에 있으며 내부도 요란스런 장식이 전혀 없는 간소한 것으로 객석수는 1,183개, 3층 좌석의 제일 뒤 객석에서도 무대가 잘 보여서 드라마 극장으로서는 아주 이상적인 규모이다.

## 같이 보기
- 미하일 불가코프